# 烏紇
烏紇（呉音：うごち、漢音：うこつ、拼音：Wūgē、? - 648年）は、回紇部の俟利発（イルテベル：部族長）。吐迷度の兄の子。姓は薬羅葛（ヤグラカル）氏で、名は烏紇（ウイグル）。

## 生涯
吐迷度の兄の子として生まれる。
貞観22年（648年）、烏紇は吐迷度の妻と姦通し、遂に倶陸莫賀達干（キュリュグ・バガ・タルカン：官名）の倶羅勃（キュレビル）とともに謀反を起こして東突厥の車鼻可汗に帰順し、2人は車鼻可汗の婿養子となった。そのため烏紇は10騎余りを率い、吐迷度を夜襲して殺すと、回紇部の俟利発（イルテベル）位および瀚海都督位を簒奪した。これを聞いた燕然副都護の元礼臣は烏紇を新たな回紇部の俟利発および瀚海都督に認めるため、自分のもとへ来るよう烏紇を招き寄せた。しかし、これは元礼臣の策謀であり、俟利発および瀚海都督になることを認めるというのは嘘であった。そうとも知らない烏紇は数騎を率いて元礼臣のもとに訪れると、元礼臣に捕らえられ、斬首された。10月、唐の太宗はせっかく羈縻（きび）支配下に入っている回紇部がこれによって離反しないかと不安になったため、金山道副将軍の崔敦礼を回紇部に派遣して安撫させるとともに、亡くなった吐迷度に左衛大将軍の位を贈り、吐迷度の子である前左屯衛大将軍・翊衛左郎将の婆閏をもって左驍衛大将軍・大俟利発・使持節・迴紇部落諸軍事・瀚海都督とした。

## 参考資料
- 『旧唐書』（列伝第一百四十五 迴紇）
- 『新唐書』（列伝第一百四十二上 回鶻上）